# Autafond
Autafond é uma comuna da Suíça, no Cantão Friburgo, com cerca de 86 habitantes. Estende-se por uma área de 2,43 km², de densidade populacional de 35 hab/km². Confina com as seguintes comunas: Belfaux, Chésopelloz, Grolley, Ponthaux. 
A língua oficial nesta comuna é o Francês.